# Тичинська Ніна Георгіївна
Ніна Георгіївна Тичинська (14 січня 1942, с. Олександро-Григорівка, нині у складі Донецька та Макіївки — 5 грудня 1989, Львів) — українська оперна співачка, солістка (сопрано) Львівської опери 1967—1989 років, заслужена артистка УРСР (1972). Дружина оперного співака Володимира Ігнатенка.

## Життєпис
Навчалася в Київській консерваторії в класі професорки Римми Разумової (1962—1967). Ще студенткою Тичинська стала солісткою Ансамблю пісні і танцю Київського військового округу. У складі оперної студії Київської консерваторії гастролювала в Москві, Казахстані та інших республіках.
З 1967 року — солістка Львівської опери. Невдовзі 27-річна вокалістка — Лауреат республіканського конкурсу за краще виконання ролі Наталки Полтавки (1969 рік).
Опера «Золотий обруч» Б. Лятошинського в постановці Львівського оперного театру отримала Державну премію ім. Т. Шевченка 1970 року. Там солістка виконувала роль Мирослави.
Гастролювала у Росії, Молдові, США. Багатолітнім партнером на сцені був її чоловік — соліст Володимир Ігнатенко.
Захворіла й померла на 48-му році життя. Похована на Личаківському цвинтарі (поле № 67).
2012 року, з нагоди 80-ліття від дня народження співачки у музично-меморіальному музеї Соломії Крушельницької відбулася виставка «Королева сцени Ніна Тичинська», а редакція музичних програм Львівського телебачення випустила телепередачу «Творчий портрет Ніни Тичинської».

## Ролі
У своїй кар'єрі виконувала близько 50 ролей, серед яких:
- Наташа («Русалка» О. Даргомижського);
- Мирослава («Золотий обруч» Б. Лятошинського);
- Тетяна («Євгеній Онєгін» П. Чайковського);
- Донна Анна («Дон Жуан» В. А. Моцарта);
- Єлизавета, Венера («Тангейзер» Р. Вагнера);
- Ельвіра («Ернані» Дж. Верді);
- Леонора («Трубадур» Дж. Верді);
- Чіо Чіо Сан («Мадам Баттерфляй» Дж. Пуччіні);
- Флорія Тоска («Тоска» Дж. Пуччіні);
- Анни («Украдене щастя» Ю. Мейтуса);
- Оксана («Запорожець за Дунаєм» С. Гулака-Артемовського);
- Катерина («Катерина» М. Аркаса);
- Емма («Хованщина» М. Мусоргського);
- Іоланта («Іоланта» П. Чайковського);
- Мімі, Мюзетта («Богема» Дж. Пуччіні);
- Сантуцца («Сільська честь» П. Масканьї);
- Джоконда («Джоконда» А. Понк'єллі);
- Мікаела («Кармен» Ж. Бізе).